# Blemlavsklotter
Blemlavsklotter (Opegrapha zwackhii) är en lavart som först beskrevs av Abramo Bartolommeo Massalongo och Zwackh, och fick sitt nu gällande namn av Källsten. Blemlavsklotter ingår i släktet Opegrapha, och familjen Roccellaceae. Arten är reproducerande i Sverige.